# Cegielnictwo
Cegielnictwo (również strycharstwo) – produkcja ceramiki budowlanej z gliny z domieszką innych substancji nadających trwałość, odporność, zabarwienie.